# 全日本こけしコンクール
全日本こけしコンクール（ぜんにっぽんこけしコンクール）は、宮城県白石市で毎年5月3日から5月5日まで開催されるこけしの展覧会。白石物産展も併催。

## 概要
白石市文化体育活動センター（ホワイトキューブ）で開催。

## 歴史
1959年（昭和34年）4月16日、白石市公会堂（後の市民会館、現いきいきプラザ）で、こけしの発展と製作、普及奨励を主眼とし、白石市商工会が主体となって第1回全国こけしコンクールが開催される。当時の皇太子明仁親王と美智子皇太子妃の成婚を祝して行われた。
後、全国から参加者が集まり規模が拡大、審査制度も入念に吟味して改訂され、審査は四部に分割されている。

### 開催中止
- 2020年5月（第62回） - 新型コロナウイルス感染症拡大防止のため[1]
- 2021年5月（第63回） - 同上[2]

### その他
- 2008年（平成20年）5月の第50回開催を記念して当該コンクールの公式キャラクター「こけっち」が制定された。デザインについては全国から公募し、審査の上で決定したもの[3]。

## 主な賞
受賞対象には約60点あまりが選ばれ以下の賞が授与される。
- 内閣総理大臣賞（最高賞）
- 河北新報社賞
- 経済産業大臣賞
- 農林水産大臣賞
- 国土交通大臣賞
- 文部科学大臣賞
- 宮城県知事賞
- 福島県知事賞
- 山形県知事賞
- 岩手県知事賞
- 秋田県知事賞
- 青森県知事賞

など。